# 福氏狗脂鯉
福氏狗脂鯉為輻鰭魚綱脂鯉目脂鯉亞目鮭脂鯉科的其中一種，為熱帶淡水魚，分布於非洲西部淡水流域、尼羅河、艾伯特湖等流域，體長可達78公分，棲息在開放水域，以魚類、昆蟲等為食，生活習性不明，可作為食用魚。

## 扩展阅读
維基物種上的相關：福氏狗脂鯉